# Hogere gradensystemen van de vrijmetselarij
Naast de drie graden van de blauwe vrijmetselarij wordt er ook gewerkt in 'hogere' graden, die deel uitmaken van een zelfstandig meervoudig gradensysteem. Deze beginnen waar de blauwe vrijmetselarij ophoudt.
Deze graden voegen in wezen niets nieuws toe aan de volwaardig ingewijde meester-vrijmetselaar. Het biedt hen enkel de mogelijkheid verschillende elementen uit de inwijdingen van de drie symbolische graden te verdiepen, om zodoende tot een verdieping van de kennis te komen.
Er bestaat een zeer grote diversiteit aan verschillende 'hogere' gradensystemen. Deze diversiteit is cultureel en regionaal bepaald. Maar elk 'hogere' gradensysteem focust in zijn verschillende graden op dezelfde inwijdingselementen die reeds gekend zijn uit de symbolische graden. Enkel de benadering en de klemtoon verschilt van 'hogere' gradensysteem tot 'hogere' gradensysteem.
Vrijmetselaars die zich willen uitleven in deze veelkleurige vrijmetselarij moeten ervaren meesters zijn in de blauwe vrijmetselarij. Zeker niet alle vrijmetselaars die tot de blauwe vrijmetselarij behoren zetten de stap naar de 'hogere' graden.
Er bestaan twee grote systemen van 'hogere' gradenvrijmetselarij, die volledig doorlopen, alle inwijdingselementen verder zullen uitdiepen. Dit zijn de Aloude en Aangenomen Schotse Ritus enerzijds, en de York Ritus anderzijds. Daarnaast bestaan er nog vele 'zij'graden, die slechts één, of enkele inwijdingselementen uitdiepen.
Voorbeelden van 'hogere' gradensystemen zijn:
- de 30 'hogere' graden van de Aloude en Aangenomen Schotse Ritus (A.A.S.R.) - waarvan de 4e tot 18e graad rode vrijmetselarij, de 19e tot 30e graad zwarte vrijmetselarij en de 31e en 33e graad de witte vrijmetselarij wordt genoemd;
- de 'zij'-graden van Merkmeester en de Royal Arch-graad;
- de drie 'hogere' graden van de Gerectificeerde Schotse Ritus ook wel groene vrijmetselarij genoemd;
- de 96 'hogere' graden van de Oude en Primitieve Memphis-Misraïm Ritus.

Bijna alle obediënties en jurisdicties maken een scherp onderscheid tussen basisgraden, de hogere graden en de zij-graden. Hierop zijn maar enkele uitzonderingen, zoals Internationale Gemengde Vrijmetselaarsorde Le Droit Humain of de Orde van Memphis-Misraïm. Er is dus geen automatische doorstroming van een loge naar een korps.
Vrijmetselarij · Beginselen · Geschiedenis · Symbolen · Vrijmetselaarsloge · Ordegrondwet · Obediëntie · Regulariteit en irregulariteit · Ritus · Graden · Grootmeester · Gemengde vrijmetselarij · Para-vrijmetselarij · Antivrijmetselarij · Vrijmetselarij in Nederland · Vrijmetselarij in België · Internationale vrijmetselarij
>>> Meer info op Portaal:Vrijmetselarij <<<